# Schacholympiade 2016
Die Schacholympiade 2016 ist ein Mannschaftswettkampf im Schach, der vom 1. bis 14. September 2016 in der aserbaidschanischen Hauptstadt Baku ausgetragen wurde. Es handelt sich um die 42. Schacholympiade des Weltschachbundes FIDE. Als Veranstaltungsort diente die Bakı Kristal Zalı. Hauptschiedsrichter war Faiq Həsənov aus Aserbaidschan.

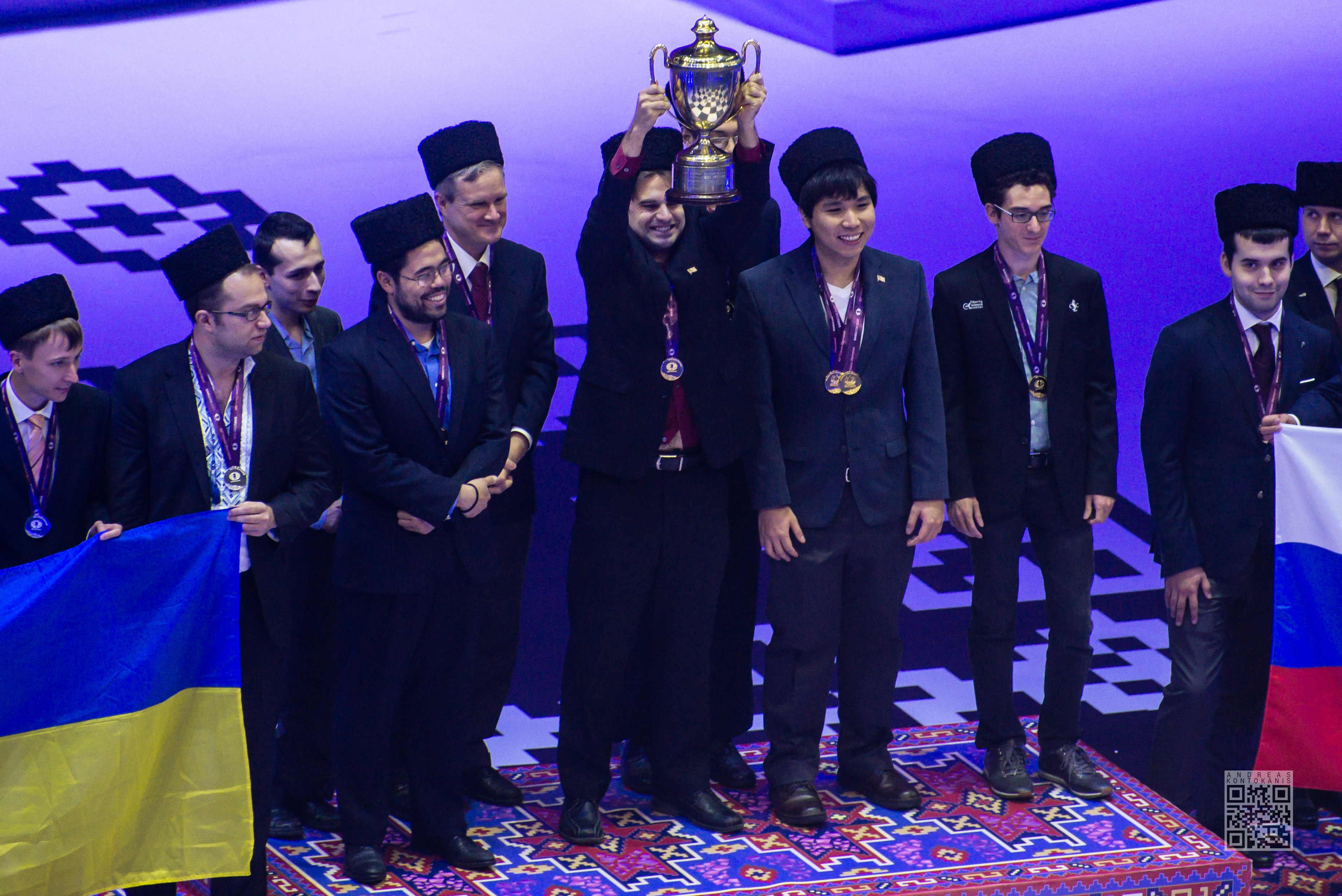
Das Team der USA (Olympiasieger 2016) mit dem Pokal, den Samuel Shankland hochhält.

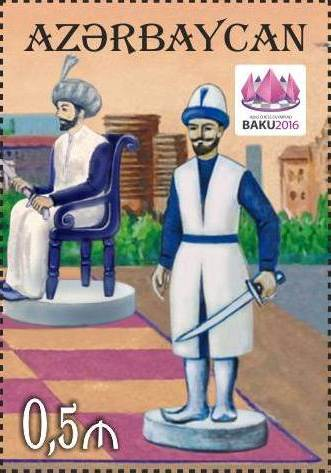
Aserbaidschanische Briefmarke zur Schacholympiade 2016

Der Wettkampf wurde in zwei Turnieren ausgetragen, einem für reine Frauen-Mannschaften und einem offenen Turnier, in dem fast ausschließlich Männer antraten, aber auch Frauen spielberechtigt waren. In beiden Turnieren spielen Vierer-Mannschaften gegeneinander, wobei pro Team ein Ersatzmann bzw. eine Ersatzfrau erlaubt war. Das offene Turnier wurde von der Mannschaft aus den USA gewonnen, das Frauen-Turnier vom chinesischen Team.

## Turniermodus
In beiden Turnieren – dem offenen Turnier und dem Frauen-Turnier – traten Vierer-Mannschaften (mit eventuell einem Ersatzspieler) in 11 Runden gegeneinander an. Die Paarungen erfolgten nach Schweizer System. Dies bedeutet, vereinfacht ausgedrückt, dass in jeder Runde Mannschaften gegeneinander gelost wurden, die bisher gleich viele Punkte erzielt hatten. An jedem Tag wurde eine Runde gespielt. Die Bedenkzeit betrug 90 min für die ersten 40 Züge + 30 min für den Rest der Partie + 30 Sekunden pro Zug. Nach der 5. Runde folgte ein Ruhetag. Für einen Mannschaftssieg erhielt ein Team 2 Punkte, für ein Unentschieden (2 : 2) 1 Punkt. Am Ende sollte diejenige Mannschaft gewinnen, die nach 11 Runden am meisten Punkte erzielt hatte. Bei Punktgleichstand entschied die sog. Olympiade-Sonneborn-Berger-Wertung. Würde auch diese gleich ausfallen, sollte die Anzahl der erspielten Brettpunkte entscheiden.
Besonderer Wert wurde auf die Vermeidung von Betrugsfällen gelegt. Damit ist vor allem die Nutzung von elektronischen Hilfsmitteln gemeint. Um dies zu unterbinden, wurden die Teilnehmer vor Betreten der Turnierarena wie am Flughafen gescannt, durften keine verdächtigen Gegenstände mitführen (Mobiltelefone, Smartwatches, Stifte, ...) und mussten sich beispielsweise beim Schiedsrichter abmelden, um die Toilette aufzusuchen. Diese Regel stieß auf Widerstand bei vielen Spielern und wurde von den Schiedsrichtern letztlich nicht durchgesetzt. In der 7. Runde weigerte sich Nigel Short, sich während seiner Partie gegen Li Chao durchsuchen zu lassen, weil ihn dies in seiner Konzentration störe und er bereits vor Beginn der Partie kontrolliert worden war. Er wurde daraufhin verwarnt.

## Teilnehmerfeld
Startberechtigt waren alle Föderationen, die dem Weltschachverband FIDE angehörten, auch solche, die keinen selbständigen Staat repräsentierten. Ursprünglich waren 180 Mannschaften im offenen Turnier und 142 bei den Frauen gemeldet. Die tatsächlichen Teilnehmerzahlen betrugen 170 Teams im offenen und 134 im Frauen-Turnier. Bei den Frauen wurde damit der Teilnehmerrekord von 2014 egalisiert, im offenen Turnier wurde er um zwei Mannschaften verfehlt. Aserbaidschan war als Gastgeber mit je drei Teams in beiden Turnieren vertreten. Außerdem nahmen internationale Auswahlmannschaften der Blinden (nur im offenen Turnier), der Körperbehinderten und der Gehörlosen teil.
Die Verbände von Dschibuti, Eritrea, dem Kosovo und dem Südsudan waren erstmals bei einer Schacholympiade präsent. Sie starteten nur im offenen Turnier. Guam, Guyana, die Malediven und Tansania brachten erstmals eine Frauenmannschaft an den Start.
Die zur Weltspitze zählende Vertretung Armeniens war nicht dabei. Als Grund wurden die angespannten Beziehungen zum Gastgeberland vermutet.
Nimmt man die Elo-Zahlen der Spieler als Maßstab, so waren die Mannschaften aus Russland (2768), USA (2765) und China (2740) (Elo-Durchschnitte in Klammern) die deutlichen Favoriten im offenen Turnier. Deutschland (2652) startete auf der Setzliste auf Rang 13, Österreich (2549) auf Rang 40, die Schweiz (2512) auf Rang 48 und Liechtenstein (2012) auf Rang 136.
Bei den Frauen lag vor dem Turnier die Mannschaft aus China (2560) auf dem ersten Platz der Setzliste, gefolgt von der Ukraine (2505) und Russland (2504). Hier lag Deutschland (2381) auf Rang 10, Österreich (2225) auf Rang 35 und die Schweiz (2187) auf Rang 39.
Neben den armenischen Spielern fehlten auch der für Israel spielberechtigte Boris Gelfand, der Ukrainer Wassyl Iwantschuk und Vize-Weltmeister Viswanathan Anand (Indien). Ansonsten waren alle Topspieler in der Schacholympiade vertreten, so auch der Weltmeister und Weltranglistenführende Magnus Carlsen (Norwegen).

## Turnierverlauf

### Offenes Turnier
In den ersten Runden kam es aufgrund der Setzliste zu recht ungleichen Paarungen, in der sich fast immer das favorisierte Team durchsetzen konnte. Erst in Runde vier gab es einige spannende Paarungen: China tat sich gegen Italien erstaunlich schwer, konnte aber am Ende das Match doch mit 3:1 für sich entscheiden. Die USA kamen gegen das tschechische Team nicht über ein 2:2 hinaus, nachdem alle vier Partien Remis geendet hatten, obwohl jeder einzelne amerikanische Spieler ca. 100 Elo-Punkte besser eingestuft ist als sein tschechischer Gegner. Die vielleicht größte Überraschung war jedoch der 2½:1½-Sieg der Ukraine über Russland, nachdem Ruslan Ponomarjow und Andrij Wolokitin beide mit Schwarz ihre Partien gegen die stärker eingestuften Jewgeni Tomaschewski und Alexander Grischtschuk gewinnen konnte und Wladimir Kramnik am ersten Brett nicht über ein Remis hinaus kommen konnte. In Runde fünf bestätigte die Ukraine diesen Erfolg mit einem 2½:1½-Sieg über China und blieb damit vor dem Ruhetag ebenso ohne Punktverlust wie die Niederlande und Indien.
Im weiteren Turnierverlauf mussten alle Teams in der Spitzengruppe Punkte abgeben. In Runde 8 kam es dann zu dem viel beachteten Match zwischen USA und Russland – übrigens gleichzeitig mit derselben Paarung bei den Frauen. Die beiden Spitzenbretter remisierten. Ray Robson verlor gegen Alexander Grischtschuk, aber Wesley So konnte Jan Nepomnjaschtschi seine erste Niederlage nach sieben Siegen in Folgen beibringen, so dass das Spitzenmatch mit einem 2:2-Unentschieden endete. Nachdem die USA in Runde 9 ihr Match gegen Norwegen gewinnen konnten (mit dem Spitzenspiel Fabiano Caruana (2808) – Magnus Carlsen (2857): remis), lagen sie punktgleich vor der Ukraine und einen Punkt vor Russland auf Platz 1. Da die USA gegen die Ukraine bereits gespielt hatten (2½:1½ in Runde 6) kam es nicht zum direkten Showdown dieser Kontrahenten. Stattdessen gewannen die USA gegen Kanada (2½:1½) und die Ukraine gegen Slowenien (3½:0½). Da immer noch Punktgleichheit herrschte, musste die Olympiade-Sonneborn-Berger-Wertung herangezogen werden. Diese fiel mit 413½:404½ knapp für die USA aus. Russland musste sich (trotz Platz 1 auf der Setzliste) mit der Bronze-Medaille zufriedengeben. Für die USA bedeutete der Sieg die erste Goldmedaille seit der Schacholympiade 1976 in Haifa, die jedoch in Abwesenheit der Staaten des Warschauer Paktes stattgefunden hatte.
Kurioserweise entschied die ansonsten unbedeutende Begegnung Deutschland-Estland in der letzten Runde den Olympiasieg. Als die USA und die Ukraine in der letzten Runde jeweils gewonnen hatten, stand es zwischen Deutschland und Estland 1½:1½. Hätte nun Matthias Blübaum gegen Tarvo Seeman unentschieden gespielt, hätte Deutschland mit 12 Mannschaftspunkten schlechter als Jordanien (ebenfalls 12 Punkte) abgeschnitten und wäre als der schlechteste Gegner der Ukraine nicht für die Feinwertung der Ukraine berücksichtigt worden (Streichresultat). Die Ukraine hätte dann für ihren 4:0-Sieg gegen Jordanien 4×12=48 Punkte der Feinwertung bekommen. Blübaum gewann aber seine Partie, und Deutschland schob sich durch den 2½:1½-Sieg gegen Estland mit 13 Mannschaftspunkten vor Jordanien. Daher erhielt die Ukraine für ihren 2½:1½-Sieg gegen Deutschland nur 2½×13=32½ Punkte in der Feinwertung, während das Ergebnis gegen Jordanien nicht gewertet wurde.
Bemerkenswert waren die Einzelleistungen unter anderem folgender Spieler: Am dritten Brett der Philippinen spielte der bereits 64-jährige Eugenio Torre alle 11 Partien, verlor davon keine einzige und konnte neun Partien gewinnen. Kaum schlechter (mit 8 Punkten aus 10 Partien) schnitt der Georgier Baadur Jobava am ersten Brett ab. Dies ist umso erstaunlicher, wenn man sich seine Gegnerliste anschaut: Er besiegte unter anderem die ehemaligen FIDE-Weltmeister Wesselin Topalow (Bulgarien) und Ruslan Ponomarjow (Ukraine). Die außerordentliche Elo-Performance von Jobava wurde aber noch getoppt von Andrij Wolokitin, der als Ersatzmann für die Ukraine neunmal zum Einsatz kam, gegen Wei Yi (China) remisierte und alle anderen Partien gewann.
Das deutsche Team landete auf einem ernüchternden 37. Platz. Bester deutscher Spieler war Matthias Blübaum mit 7½ Punkten aus 10 Partien an Brett 3.

### Frauenturnier
Bei den Frauen galten die Chinesinnen als Favoriten. Bereits in Runde 3 konnte aber Vietnam mit einem Unentschieden einen Achtungserfolg gegen die vermeintlich hoch überlegenen Spielerinnen aus dem Reich der Mitte erzielen. In Runde vier konnte China zwar gegen Lettland gewinnen, bemerkenswert war aber der Sieg der Lettin Dana Reizniece-Ozola gegen die Frauen-Weltmeisterin Hou Yifan, trotz eines Elo-Nachteils von über 400 Punkten. Eine weitere Überraschung war das Unentschieden gegen die Rumäninnen. China profitierte jedoch davon, dass sich ihre stärksten Konkurrentinnen gegenseitig die Punkte weg nahmen. So verlor Russland gegen die USA, während die USA ihrerseits der Ukraine unterlagen. Am Ende gewann China Gold; Silber ging – etwas überraschend – an Polen, Bronze an die Ukraine.
Die deutschen Frauen schnitten mit einem 31. Platz kaum besser ab als die deutschen Männer.

## Ergebnisse

### Ergebnisse der Mannschaften
| Platz | Team               | Mannschaftspunkte |
| ----- | ------------------ | ----------------- |
| 1     | Vereinigte Staaten | 20                |
| 2     | Ukraine            | 20                |
| 3     | Russland           | 18                |
| 4     | Indien             | 16                |
| 5     | Norwegen           | 16                |
|       |                    |                   |
| 37    | Deutschland        | 13                |
|       |                    |                   |
| 40    | Schweiz            | 13                |
|       |                    |                   |
| 43    | Österreich         | 13                |
|       |                    |                   |
| 53    | Belgien            | 13                |
|       |                    |                   |
| 96    | Luxemburg          | 10                |
|       |                    |                   |
| 155   | Liechtenstein      | 7                 |
| ...   | ...                | ...               |

| Platz | Team                | Mannschaftspunkte |
| ----- | ------------------- | ----------------- |
| 1     | Volksrepublik China | 20                |
| 2     | Polen               | 17                |
| 3     | Ukraine             | 17                |
| 4     | Russland            | 16                |
| 5     | Indien              | 16                |
|       |                     |                   |
| 29    | Österreich          | 14                |
|       |                     |                   |
| 31    | Deutschland         | 13                |
|       |                     |                   |
| 41    | Schweiz             | 13                |
|       |                     |                   |
| 43    | Belgien             | 13                |
|       |                     |                   |
| 57    | Luxemburg           | 12                |
| ...   | ...                 | ...               |

Den Gaprindashvili-Cup für das beste kombinierte Ergebnis im Offenen Turnier und Frauenturnier gewann die Ukraine vor den USA und China.

### Beste Einzelspieler
Beste Spieler waren im Offenen Turnier:
- Brett 1: Baadur Jobava (8 Punkte aus 10 Partien)
- Brett 2: Wladimir Kramnik (6,5 Punkte aus 8 Partien)
- Brett 3: Wesley So (8,5 Punkte aus 10 Partien)
- Brett 4: Laurent Fressinet (7 Punkte aus 8 Partien)
- Ersatzspieler: Andrei Volokitin (8,5 Punkte aus 9 Partien)

Bei den Frauen gingen die Brettpreise an:
- Brett 1: Anna Muzychuk (7,5 Punkte aus 10 Partien)
- Brett 2: Valentina Gunina (8 Punkte aus 10 Partien)
- Brett 3: Gulnar Mammadova (7 Punkte aus 9 Partien)
- Brett 4: Tan Zhongyi (9 Punkte aus 11 Partien)
- Ersatzspielerin: Guo Qi (5,5 Punkte aus 8 Partien)

### Aufstellungen der Medaillengewinner

#### Offenes Turnier
1. Platz – USA
| Nummer | Spieler          | Elo  | Punkte | Partien |
| ------ | ---------------- | ---- | ------ | ------- |
| 1      | Fabiano Caruana  | 2808 | 7      | 10      |
| 2      | Hikaru Nakamura  | 2789 | 7½     | 11      |
| 3      | Wesley So        | 2782 | 8½     | 10      |
| 4      | Samuel Shankland | 2679 | 5½     | 8       |
| 5      | Ray Robson       | 2674 | 3      | 5       |
2. Platz – Ukraine
| Nummer | Spieler             | Elo  | Punkte | Partien |
| ------ | ------------------- | ---- | ------ | ------- |
| 1      | Pawel Eljanow       | 2739 | 5      | 9       |
| 2      | Ruslan Ponomarjow   | 2709 | 4½     | 8       |
| 3      | Jurij Kryworutschko | 2693 | 6      | 9       |
| 4      | Anton Korobow       | 2675 | 7      | 9       |
| 5      | Andrij Wolokitin    | 2674 | 8½     | 9       |
3. Platz – Russland
| Nummer | Spieler                | Elo  | Punkte | Partien |
| ------ | ---------------------- | ---- | ------ | ------- |
| 1      | Sergei Karjakin        | 2769 | 6      | 9       |
| 2      | Wladimir Kramnik       | 2808 | 6½     | 8       |
| 3      | Jewgeni Tomaschewski   | 2731 | 4      | 7       |
| 4      | Jan Nepomnjaschtschi   | 2740 | 8      | 10      |
| 5      | Alexander Grischtschuk | 2754 | 7½     | 10      |

#### Frauenturnier
1. Platz – China:
| Nummer | Spielerin   | Elo  | Punkte | Partien |
| ------ | ----------- | ---- | ------ | ------- |
| 1      | Hou Yifan   | 2658 | 5½     | 8       |
| 2      | Ju Wenjun   | 2583 | 7½     | 11      |
| 3      | Zhao Xue    | 2522 | 3½     | 6       |
| 4      | Tan Zhongyi | 2475 | 9      | 11      |
| 5      | Guo Qi      | 2417 | 5½     | 8       |

2. Platz – Polen:
| Nummer | Spielerin                    | Elo  | Punkte | Partien |
| ------ | ---------------------------- | ---- | ------ | ------- |
| 1      | Monika Soćko                 | 2437 | 5½     | 10      |
| 2      | Jolanta Zawadzka             | 2429 | 6      | 9       |
| 3      | Karina Szczepkowska-Horowska | 2409 | 6½     | 8       |
| 4      | Klaudia Kulon                | 2346 | 9      | 11      |
| 5      | Mariola Woźniak              | 2246 | 6      | 6       |

3. Platz – Ukraine:
| Nummer | Spielerin         | Elo  | Punkte | Partien |
| ------ | ----------------- | ---- | ------ | ------- |
| 1      | Anna Musytschuk   | 2550 | 7½     | 10      |
| 2      | Marija Musytschuk | 2539 | 6½     | 10      |
| 3      | Natalja Schukowa  | 2475 | 5      | 9       |
| 4      | Anna Uschenina    | 2457 | 6½     | 9       |
| 5      | Inna Gaponenko    | 2416 | 5      | 6       |

### Deutsche Mannschaften
Das Abschneiden der Mannschaften des Deutschen Schachbundes wurde allgemein als Misserfolg bewertet, zumal beide Teams deutlich unter der Erwartung gemäß der Elo-Setzliste blieben.
Lediglich das Ergebnis des 19-jährigen Debütanten Matthias Blübaum fand einhellige Anerkennung.

#### Offenes Turnier
| Nummer | Spieler                | Punkte | Partien |
| ------ | ---------------------- | ------ | ------- |
| 1      | Liviu-Dieter Nisipeanu | 5½     | 10      |
| 2      | Georg Meier            | 5      | 9       |
| 3      | Matthias Blübaum       | 7½     | 10      |
| 4      | Rainer Buhmann         | 4      | 7       |
| 5      | Daniel Fridman         | 3      | 8       |

#### Frauenturnier
| Nummer | Spieler           | Punkte | Partien |
| ------ | ----------------- | ------ | ------- |
| 1      | Elisabeth Pähtz   | 5½     | 10      |
| 2      | Marta Michna      | 5½     | 9       |
| 3      | Elena Lewuschkina | 6      | 9       |
| 4      | Melanie Lubbe     | 3      | 7       |
| 5      | Judith Fuchs      | 5½     | 9       |